# صبغة سباعية الأسدية
الصًبغة سباعية الأسدية (باللاتينية: Phytolacca heptandra) نوع نباتي يتبع جنس الصًبغة من الفصيلة الصبغية (باللاتينية: Phytolaccaceae). النبات عالي السمية.

## البيئة والانتشار
ينتشر في جنوب أفريقيا.